# Oven and Stove
Oven & Stove startades 1987 av Mats Wigerdal (synt & sång) och Magnus Boman (sång & gitarr) som tidigare varit sångare i bandet Tony Curtis och senare anslöt sig Thomas Öberg (synt & sång). Bandet gjorde sig snabbt ett namn genom att vara ett synnerligen vilt och utlevande sådant och genom en videoidé som Sanji Tandan på WEA fick höra fick bandet en deal med skivbolaget. Singeln "Wrong Lola" rönte viss uppmärksamhet på P3 och tillhörande video visades på flera kanaler. Boman lämnade gruppen och ersattes av Johan Lindman på gitarr. Öberg fick genom detta en större roll som frontman som han nu delade men Wigerdal.  
Gruppen medverkade med en syntversion av låten "Paranoid" som ingick i samlingsalbumet The Legacy, en svensk hyllning till Black Sabbath med diverse svenska band. Oven and Stove började nu bygga upp sina låtar med samplingar och lämnade sitt tidigare sound byggt på analoga syntar och 1991 spelade de in sitt första och enda album The Men Who Understood Women, producerat av Bomkrash. Albumet floppade trots en mängd spelningar, bland annat som förband till Orup och spelning för en stor publik på Stockholms vattenfestival. Gruppen upplöstes 1992 och Thomas Öberg startade Bob hund. Mats Wigerdal anslöt sig långt senare till Robert Johnson and Punchdrunks och startade ett nytt band, SoundBurger.

## Diskografi

### Album
- 1990 – The Legacy (hyllningsalbum)
- 1991 – The Men Who Understood Women

### Singlar
- 1989 – "Wrong Lola" / "Wrong Lola Remix"
- 1990 – "Daddy, Daddy" / "Paranoid"